# Santa Maria Assunta (Cervia)
Die Kirche Santa Maria Assunta ist der Dom von Cervia und Konkathedrale des Erzbistums Ravenna-Cervia.

## Geschichte
Der Bau der Kathedrale wurde 1699 begonnen und 1702, einige Jahre nach der Errichtung der neuen Stadt Cervia, abgeschlossen. Bischof Francesco Riccamonti legte den Grundstein und widmete die Kirche der Himmelfahrt Mariä. Die erste Messe wurde am 8. Juni 1702 gefeiert.

## Beschreibung
Es fällt sofort die fehlende Symmetrie mit dem Rathaus und dem dritten Stadttor gegenüber auf, auch die Kirchenfassade blieb unvollständig.
Die Kirche der römischen Schule hat eine Längsachse mit dem Grundriss eines lateinischen Kreuzes, ein breites und kurzes Kirchenschiff, das durch drei Joche gegliedert ist, an die sich sechs Seitenkapellen anschließen, drei auf jeder Seite. Der obere Teil hat eine Decke mit Tonnengewölbe und Rundbögen, während das Presbyterium oder der Altar, der erhöht und durch eine Marmorbalustrade vom Saal getrennt ist, eine rechteckige Form hat und die gleiche Breite wie das Kirchenschiff aufweist.
Der Glockenturm auf der Rückseite der Südseite und der Bischofspalast links von der Fassade vervollständigen das religiöse Bauwerk, das eine der Hauptseiten der Piazza Garibaldi, des Hauptplatzes von Cervia, beherrscht.

## Ausstattung
Es gibt fünf Altäre, darunter der Hauptaltar, der dem Allerheiligsten gewidmet ist, mit dem Gemälde Unserer Lieben Frau von der Himmelfahrt von Giovanni Barbiani, dem Heiligen Josef, dem Heiligsten Herzen, Unserer Lieben Frau von den Schmerzen und Unserer Lieben Frau vom Guten Rat oder vom Schnee. Besonders erwähnenswert ist der Altar des Allerheiligsten, der aus der Kirche San Giacomo Apostolo dei Domenicani in Forlì stammt. Zu den Gemälden im Inneren der Kathedrale gehören auch das Tafelbild der Madonna mit dem Kind, bekannt als „Madonna della Neve“, das der Malerin Barbara Longhi zugeschrieben wird und aus der Kirche der Madonna della Neve stammt.
Sechs Gemälde, Werke von Malern wie Francesco Longhi, Camillo Procaccini, Bernardino Guarini und Simone Cantarini sowie von anonymen Künstlern der Romagna aus dem 18. Jahrhundert, vier Skulpturen sowie florale Motive aus dem 18. und 19. Jahrhundert repräsentieren das beachtliche künstlerische Vermögen der Kirche.